# Heraclides garleppi lecerfi
Heraclides garleppi lecerfi é uma subespécie da espécie Heraclides garleppi, popularmente conhecida como rabo-de-andorinha, uma borboleta neotropical da família dos papilionídeos (Papilionidae) e subfamília dos papilioníneos (Papilioninae), endêmica da América do Sul. Ocorre na Guiana, Guiana Francesa, Suriname e no médio rio Amazonas, no Brasil. Ticorea foetida, endêmica do escudo das Guianas, é a planta preferida para deposição de ovos.

## Descrição
Foi sugerido que Heraclides garleppi lecerfi fosse um híbrido casual entre o simpátrico H. torquatus e H. astyalus, mas há uma série de elementos que inviabilizam essa hipótese. Em 2015, um grande estudo da filogenia do gênero Heraclides revelou que H. g. lecerfi é basal ao grupo H. anchisiades, com H. torquatus em um grupo diferente do mesmo clado e H. astyalus em um clado completamente diferente.
A planta hospedeira para deposição de ovos e os estágios iniciais das larvas são distintos dos demais. Ticorea foetida, endêmica do escudo das Guianas, é a planta hospedeira preferida. Além disso, a larva de 5.º ínstar é facilmente distinguida por seus tubérculos subdorsais e laterais de base branca e laranja e características de diferenciação mais sutis estão presentes em todos os estágios da vida. A genitália é distinta e os códigos de barras COI de H. g. lecerfi apresentam 9% de diferença com H. astyalus e H. torquatus.
Machos e fêmeas ocupam preferencialmente nichos diferentes: as fêmeas preferem voar no subdossel acima de uma camada de ervas e arbustos esparsamente cultivadas sob uma cobertura florestal bastante densa para procurar plantas hospedeiras e, ocasionalmente, ao longo de trilhas na floresta em busca de fontes de néctar, enquanto os machos parecem passar a maior parte do tempo na copa.

## Conservação
Heraclides garleppi lecerfi é uma subespécie de avistamento raro. Embora não se saiba os motivos para tal, estudos de campo apontam que pode ter a ver com a distribuição irregular de sua planta hospedeira em sua área de distribuição, bem como a predação dos ovos por ácaros e a presença de parasitas. O Parque Natural de Brownsberg, no Suriname, é um dos melhores locais para observação da subespécie, mas a reserva está sob pressão constante das atividades mineradoras para extração de ouro. Em 2007, Heraclides garleppi lecerfi foi classificada como em perigo na Lista de espécies de flora e fauna ameaçadas de extinção do Estado do Pará. Em 5 de dezembro de 2022, foi citada na Portaria ICMBio N.º 1.145, de responsabilidade do Instituto Chico Mendes de Conservação da Biodiversidade (ICMBio) e do Ministério do Meio Ambiente, como uma das subespécies do Pará a serem contempladas nos programas de conservação do Plano de Ação Nacional para a Conservação dos Insetos Polinizadores (vigência 2023-2027).